# Персида Ненадович

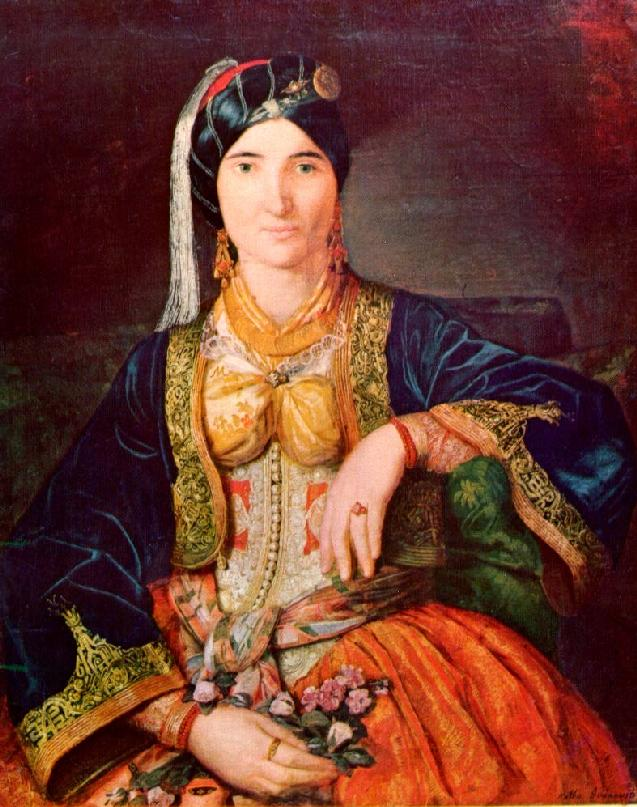
«Персида Карагеоргиевич» (портрет кисти Катарины Иванович)

Персида Ненадович (серб. Персида Ненадовић; 15 февраля 1813 — 29 марта 1873) — княгиня Сербии.

## Биография
Персида родилась в 1813 году в деревне Бранковина (недалеко от Валево), Османская империя. Её родителями были воевода Еврем Ненадович и Йованка Милованович; её дедом по отцу был Яков Ненадович — первый министр внутренних дел сербского революционного правительства.
1 июня 1830 года Персида вышла замуж в Хотине (Российская империя) за Александра Карагеоргиевича, сына руководителя Сербского восстания Карагеоргия. В 1842 году, после низвержения Михаила Обреновича, Александр был 14 сентября избран князем Сербии, и Персида с той поры стала княгиней Сербии.
В 1858 году обострился конфликт князя Александра со Скупщиной, и он был низложен. Александр с семьёй переехал в Тимишоару.
Персида скончалась в 1873 году в Вене. В 1912 году по распоряжению её сына — короля Петра I — её останки были перевезены в Белград и захоронены в Церкви Святого Георгия на холме Опленац.

## Дети
У Александра и Персиды было 10 детей:
- Полексия (1833—1914) вышла замуж сначала в 1849 году за Константина Николаевича (министра внутренних дел Сербии), а во второй раз — за доктора Александра Прешема
- Клеопатра (1835—1855) в 1855 году вышла замуж за Милана Аврама Петроньевича (посла Сербии в России)
- Алексий (1836—1841)
- Светозар (1841—1847)
- Пётр (1844—1912), король Сербии
- Елена (1846—1867) в 1867 году вышла замуж за Джордже Симича (министра внутренних дел Сербии)
- Андрей (1848—1864)
- Елизавета (1850—1850)
- Джордж (1856—1889)
- Арсен (1859—1938), отец князя-регента Павла

| Карагеорге Петрович (1762—1817) жена: Елена Йованович | Алексей Карагеоргиевич (1801—1829)                            | Георгий Карагеоргиевич (1827—1884)                              | Алекса Карагеоргиевич (1858—1920)                                     |                                                               | |                                      |
| Карагеорге Петрович (1762—1817) жена: Елена Йованович | Алексей Карагеоргиевич (1801—1829)                            | Георгий Карагеоргиевич (1827—1884)                              | Божидар Карагеоргиевич (1862—1908)                                    |                                                               | |                                      |
| Карагеорге Петрович (1762—1817) жена: Елена Йованович | Александар Карагеоргиевич (1806—1885) жена: Персида Ненадович | Пётр I Карагеоргиевич (1844—1921) жена: Зорка Черногорская      | Елена Петровна Сербская (1884—1962) муж: Иоанн Константинович Романов | см. далее: Романовы                                           | см. далее: Романовы                                                                                 | см. далее: Романовы                  |
| Карагеорге Петрович (1762—1817) жена: Елена Йованович | Александар Карагеоргиевич (1806—1885) жена: Персида Ненадович | Пётр I Карагеоргиевич (1844—1921) жена: Зорка Черногорская      | Георгий Карагеоргиевич (1887—1972)                                    |                                                               | |                                      |
| Карагеорге Петрович (1762—1817) жена: Елена Йованович | Александар Карагеоргиевич (1806—1885) жена: Персида Ненадович | Пётр I Карагеоргиевич (1844—1921) жена: Зорка Черногорская      | Александр I Карагеоргиевич (1888—1934) жена: Мария Гогенцеллерн       | Пётр II Карагеоргиевич (1923—1970) жена: Александра Греческая | Александр Карагеоргиевич (род. 1945) 1-я жена (1972—1983): Мария да Глория 2-я жена: Катарина Батис | Пётр Карагеоргиевич (род. 1980)      |
| Карагеорге Петрович (1762—1817) жена: Елена Йованович | Александар Карагеоргиевич (1806—1885) жена: Персида Ненадович | Пётр I Карагеоргиевич (1844—1921) жена: Зорка Черногорская      | Александр I Карагеоргиевич (1888—1934) жена: Мария Гогенцеллерн       | Пётр II Карагеоргиевич (1923—1970) жена: Александра Греческая | Александр Карагеоргиевич (род. 1945) 1-я жена (1972—1983): Мария да Глория 2-я жена: Катарина Батис | Филипп Карагеоргиевич (род. 1982)    |
| Карагеорге Петрович (1762—1817) жена: Елена Йованович | Александар Карагеоргиевич (1806—1885) жена: Персида Ненадович | Пётр I Карагеоргиевич (1844—1921) жена: Зорка Черногорская      | Александр I Карагеоргиевич (1888—1934) жена: Мария Гогенцеллерн       | Пётр II Карагеоргиевич (1923—1970) жена: Александра Греческая | Александр Карагеоргиевич (род. 1945) 1-я жена (1972—1983): Мария да Глория 2-я жена: Катарина Батис | Александр Карагеоргиевич (род. 1982) |
| Карагеорге Петрович (1762—1817) жена: Елена Йованович | Александар Карагеоргиевич (1806—1885) жена: Персида Ненадович | Пётр I Карагеоргиевич (1844—1921) жена: Зорка Черногорская      | Александр I Карагеоргиевич (1888—1934) жена: Мария Гогенцеллерн       | Томислав Карагеоргиевич (1928—2000)                           | |                                      |
| Карагеорге Петрович (1762—1817) жена: Елена Йованович | Александар Карагеоргиевич (1806—1885) жена: Персида Ненадович | Пётр I Карагеоргиевич (1844—1921) жена: Зорка Черногорская      | Александр I Карагеоргиевич (1888—1934) жена: Мария Гогенцеллерн       | Андрей Карагеоргиевич (1929—1990)                             | |                                      |
| Карагеорге Петрович (1762—1817) жена: Елена Йованович | Александар Карагеоргиевич (1806—1885) жена: Персида Ненадович | Арсен Карагеоргиевич (1859—1938) жена: Аврора Павловна Демидова | Павел Карагеоргиевич (1893—1976) жена: Ольга Греческая                | Александр Карагеоргиевич (1924—2016)                          | |                                      |
| Карагеорге Петрович (1762—1817) жена: Елена Йованович | Александар Карагеоргиевич (1806—1885) жена: Персида Ненадович | Арсен Карагеоргиевич (1859—1938) жена: Аврора Павловна Демидова | Павел Карагеоргиевич (1893—1976) жена: Ольга Греческая                | Никола Карагеоргиевич (1928—1954)                             | |                                      |
| Карагеорге Петрович (1762—1817) жена: Елена Йованович | Александар Карагеоргиевич (1806—1885) жена: Персида Ненадович | Арсен Карагеоргиевич (1859—1938) жена: Аврора Павловна Демидова | Павел Карагеоргиевич (1893—1976) жена: Ольга Греческая                | Елизавета Югославская (род. 1936)                             | |                                      |